# Rente (Wirtschaft)
Die Rente ist in der Wirtschaft ein regelmäßiges Einkommen, das ohne unmittelbare Gegenleistung erzielt wird.

## Etymologie
Das Wort Rente geht auf „zurückgeben, erstatten“ (lateinisch rendere) zurück, das in derselben Bedeutung in Frankreich übernommen wurde (französisch rendre). Im Mittelhochdeutschen tauchte es als Lehnwort „rente“ im Jahre 1262 ersichtlich erstmals in Köln auf, Begriffsinhalt war anfänglich oft die Miete. Dieser Inhalt als Miete ist im englischen Sprachraum bis heute erhalten (englisch rent). Es handelt sich mithin um einen falschen Freund, denn Renten im deutschsprachigen Sinne heißen hier Pension (englisch pension). Der Rechtswissenschaftler Johann August von Hellfeld definierte im Jahre 1753 Renten als „eine jährliche revenue [Einnahme, d. Verf.] von Geld oder Früchten, welche man aus einem Grundstück vor ein gewisses Kapitäl dergestalt erkauft, dass, sobald solches Kapital wieder erleget wird, diese jährliche Zinsen hinwiederum aufhören sollen“. Hier wurde deutlich, dass die Rente aus einem Vermögen wie Kapital oder Grundstücken zu leisten war. Im März 1881 bestimmte das österreichische ABGB: „Beständige jährliche Renten sind keine persönliche Servitut (höchstpersönliches Recht, d. Verf.), und können also ihrer Natur nach auf alle Nachfolger übertragen werden“ (§ 530 ABGB). Seither gilt allgemein: „Rente ist die auf Dauer bestimmte Verpflichtung zur Erbringung (periodisch) wiederkehrender Leistungen“.

## Allgemeines
Der Begriff der Rente wird heute auch umgangssprachlich für verschiedene Instrumente der Altersvorsorge wie der Altersrente, Betriebsrente, gesetzlichen Rentenversicherung, der Pension, privaten Rentenversicherung, der Riester-Rente, Rürup-Rente, Unfallrente oder Zeitrente verwendet. Rentenversicherungen sind eine Weiterentwicklung der 1653 von dem italienischen Arzt Lorenzo de Tonti in Paris erstmals eingerichteten Tontine. Diese war als Leibrente angelegt; das Leibgedinge verfolgt ein verwandtes Konzept. Das Nomen Patientis zur Rente ist der Rentner, der regelmäßige Zahlungen vom Rententräger oder Rentenversicherungsträger erhält. Ein weiteres Beispiel ist die Bodenrente, also die Zahlungen, die ein Pächter an den Eigentümer des Grundstückes zu zahlen hat.

## Renten in der Wissenschaft
Der Rentenbegriff ist in den Wissenschaften auf wenige Sachverhalte beschränkt. Weil die Rente ein Einkommen ohne unmittelbare Gegenleistung darstellt, handelt es sich um eine Transferleistung, die zwischen dem zahlungspflichtigen Schuldner und dem Zahlungsempfänger (Gläubiger) stattfindet.

### Volkswirtschaftslehre
In der Volkswirtschaftslehre wird der Begriff der Rente vielfältig verwendet. Der Rentenbegriff betrifft in der Volkswirtschaftslehre die Knappheit des Produktionsfaktors Boden im Verhältnis zur Nachfrage, die Qualitätsunterschiede aller Produktionsfaktoren (horizontale Differentialrente), die Grenzproduktivität (Knappheit in Verbindung mit der vertikalen Differentialrente), die Veränderungen der dynamischen Wirtschaft sowie die Unternehmertätigkeit. Quasi-Rente ist in der  Transaktionskostentheorie die Differenz zwischen dem Ertrag einer Investition in ihrer optimalen Verwendung und ihrer nächst besten Verwendung. In der Mikroökonomie bezeichnet er die Differenz zwischen einem für einen Marktteilnehmer akzeptablen Preis und dem Marktpreis. Außerdem kommt er auch durch die im Rahmen der gesetzlichen Rentenversicherungen geleisteten Zahlungen als Teil der Transferzahlungen in Frage.
Konsumenten- und Produzentenrente
Der britische Nationalökonom Alfred Marshall prägte in seinem 1890 veröffentlichten Buch Principles of Economics die Begriffe der Produzentenrente (englisch producer's surplus) und Konsumentenrente (englisch consumer's surplus). Für die Konsumenten ist dies die Differenz zwischen dem, was sie bereit sind für ein bestimmtes Gut zu zahlen und dem, was sie tatsächlich für dieses zahlen müssen. Das Gegenteil beschreibt die Produzentenrente, die Differenz zwischen dem gerade noch akzeptablen Preis und dem tatsächlichen Marktpreis (ökonomische Rente). Moderneren Definitionen zufolge kann die ökonomische Rente auch jegliche Bezahlung für die Bereitstellung von Rohstoffen, Lizenzen zur Nutzung geistigen Eigentums und so weiter bezeichnen. In der neoklassischen Theorie bezeichnet die ökonomische Rente allgemein die Differenz zwischen dem Ertrag aus der augenblicklichen und einer möglichen besseren Nutzung (Opportunitätskosten).
Bodenrente
In der klassischen Ökonomie wird zwischen den drei Produktionsfaktoren Arbeit, Boden und Kapital unterschieden. Den Teil der Produktion, der für die Bereitstellung von Arbeit durch die Arbeitnehmer an diese geht, bezeichnet man als Lohn, denjenigen, der für die Überlassung von Kapital durch die Kapitalgeber an diese geht, als Zins. Der Produktionsteil schließlich, der für die Überlassung von Boden den Grundeigentümern gezahlt wird, ist die Bodenrente.
Informationsrente
Erhält ein Marktteilnehmer ein bestimmtes (Mehr-)Einkommen nur auf Grund bestimmter Informationen, die er gibt, so bezieht er eine Informationsrente. Ein Beispiel dafür ist die Kostenerstattung, die ein Unternehmer im Rahmen einer Deregulierung erhält. Gibt der Marktteilnehmer höhere Kosten an, als ihm tatsächlich entstehen, erhält er eine Informationsrente. Eng verknüpft damit ist die politische Rente.
Eine weitere Definition von Informationsrenten bezieht sich auf die Privatisierung von Informationen. Ein Marktteilnehmer, der eine bestimmte Information exklusiv hat, erhält eine zusätzliche Rente, die der Monopolistenrente des Produzenten entspricht. Siehe auch Cournotscher Punkt.
Politische Rente
Die politische Rente bezeichnet ein (Mehr-)Einkommen ohne Gegenleistung durch hoheitlichen Handeln des Staates, also zum Beispiel Gesetze, die einigen Wirtschaftssubjekten höheres Einkommen verschaffen. Teilweise wird in der Politikwissenschaft auch die Zahlung von Militär- und Entwicklungshilfe als Rente bezeichnet. Diese als Rente zu bezeichnen, ist jedoch fragwürdig: Die Zahlung von Entwicklungs- oder Militärhilfe erfolgt nicht auf Grund des Interesses der Benutzung von einem Gut (z. B. dem Boden bei der Pacht) von Seiten des Zahlenden. Der Empfang solcher Gelder basiert auf dem Interesse des zahlenden Staates an einem anderen, entweder in entwicklungspolitischer Hinsicht oder um einen Staat in einer strategisch wichtigen Region zu unterstützen. Daran wird deutlich, dass der „Rente“-zahlende Staat ein genuines Interesse an der entsprechenden Verwendung seiner Zahlung hat. Bei der Militärhilfe wird das Geld für Waffen ausgegeben, häufig bei Produzenten des die Militärhilfe bezahlenden Staates. Die Entwicklungshilfe wird ebenso wenig ohne direkte Gegenleistung appropriiert: Verhält sich das Entwicklungsland (ein prominentes Beispiel ist Simbabwe) bei der Verwendung dieser Gelder nicht so, wie es dem Zahlenden vorschwebt, wird die Unterstützung des Entwicklungslandes häufig eingestellt. Von daher ist es unzulässig, Entwicklungshilfe als politische Rente zu bezeichnen.

### Finanzwesen
Im Finanzwesen werden verzinsliche Wertpapiere häufig auch als Rentenpapiere bezeichnet, weil sie bis zum Ende ihrer Laufzeit mit periodischen Zinszahlungen verbunden sind. Sie werden auf dem Rentenmarkt gehandelt. Eine Sonderform dieser Rentenpapiere ist die ewige Rente, bei der das Kapital erhalten bleibt und deshalb der Kapitalertrag ewig erzielt wird.

### Rechtswissenschaft
Der Rechtsbegriff Rente meint wiederkehrende Leistungen, so unter anderem beim Rentenversprechen (§ 520 BGB), Leibrente (§§ 759 ff. BGB), Geldrente wegen unerlaubter Handlung (§ 843 Abs. 1 BGB) oder Überbaurente (§§ 912 ff. BGB). Ferner sind Geldrenten bei der Gefährdungshaftung vorgesehen, so etwa bei Betriebsgefahren (§ 8 HaftPflG), Fahrzeughaltern (§ 13 StVG) oder bei Luftfahrzeugen (§ 38 LuftVG).
Das Grundstücksrecht kennt zwei im Grundbuch eintragungsfähige Belastungen, nämlich die Reallast (§ 1105 BGB) und die Rentenschuld (§ 1199 BGB). Beide sind eine Rente, weil zu regelmäßig wiederkehrenden Terminen eine bestimmte Geldsumme aus dem Grundstück zu zahlen ist. Unterschied zwischen beiden ist, dass die in Abteilung II des Grundbuchs einzutragende Reallast nicht nur in Form von Geld zu zahlen ist, sondern anstatt dessen andere Dienst- und Sachleistungen möglich sind. Die Rentenschuld wird als Grundpfandrecht in Abteilung III eingetragen und ist eine ausschließliche Geldschuld.

### Finanzmathematik
In der Finanzmathematik ist eine Rente eine wiederkehrende Zahlung. Die Wirtschaftswissenschaften interessieren sich dafür, wie eine wiederkehrende Zahlung in eine einmalige Zahlung umgerechnet werden kann, und umgekehrt. Der entsprechende Teilbereich der Finanzmathematik ist die Rentenrechnung. Man unterscheidet prinzipiell zwischen der vorschüssigen Rente (pränumerando), wenn sie am Anfang, und einer nachschüssigen Rente (postnumerando), wenn sie am Ende einer Periode gezahlt wird. Einen Sonderfall stellt die ewige Rente (auch Perpetuität) dar, die kein Laufzeitende hat.
Den Empfänger einer wiederkehrenden Zahlung bezeichnet man allgemein als Rentier. Daraus leiten sich die verschiedenen Begriffsverwendungen in den Bereichen der Finanzierung und Versicherung ab.

### Versicherungsmathematik
In der Versicherungsmathematik wird die Leistung aus einer Rentenversicherung Rente genannt. Grundsätzlich handelt es sich auch hier um wiederkehrende Zahlungen an den Leistungsempfänger. Man unterscheidet zwischen der gesetzlichen und privaten Rentenversicherung, wobei der Grundgedanke bei beiden gleich ist, jedoch sowohl in der Ausgestaltung als auch in der Finanzierung große Unterschiede bestehen. In beiden Fällen lässt sich eine Einzahlungsphase, während der Beiträge eingezahlt werden, und eine Auszahlungsphase, während der Anspruch auf die Rente besteht, unterscheiden. Die Altersrente wird normalerweise ab Erreichen eines Mindestalters bis zum Tod des Leistungsempfängers gezahlt, bei privaten Rentenversicherungen können außerdem maximale und minimale Laufzeiten festgelegt werden oder bis beide Partner einer Lebensgemeinschaft gestorben sind. Ferner werden Invaliditätsrenten ab Eintritt des Ereignisses das die Arbeitsunfähigkeit zur Folge hat bis zur Wiederherstellung der Arbeitsfähigkeit oder Erreichen der Altersrente gezahlt. Waisenrenten werden bis zur Volljährigkeit, in einigen Fällen auch länger, gezahlt.
Die Pensionen für Beamte folgen, zumindest was die wiederkehrenden Zahlungen angeht, dem gleichen Prinzip. In Österreich beziehen sowohl Angestellte als auch Arbeiter und Beamte Pensionen. Die Empfänger von Renten im Sinne der gesetzlichen Rentenversicherung bezeichnet man als Rentner, während die Empfänger von Pensionen Pensionäre genannt werden.

## International
In der Schweiz ist Rente ein Rechtsbegriff. Wird Schadensersatz in Gestalt einer Rente zugesprochen, so ist nach Art. 43 Abs. 3 OR der Schuldner gleichzeitig zur Sicherheitsleistung anzuhalten. Bei Schadensersatz kann gemäß Art. 516 OR die Leibrente auf die Lebenszeit des Rentengläubigers, des Rentenschuldners oder eines Dritten gestellt werden.
In Österreich kann der Leibrentenvertrag sowohl in Geld als auch in Sachleistung bestehen (§ 1284 ABGB), er endet mit dem Tod des Schuldners (§ 1285 ABGB). Eine „abstrakte Rente“ liegt vor, wenn ein Verdienstausfall abstrakt (also unabhängig von einem konkret eingetretenen Verdienstausfallsschaden) berechnet wird. Sie wurde vom OGH bestätigt.
Andere regelmäßige Zahlungen außerhalb der Altersrente heißen im angelsächsischen Sprachraum Annuität (englisch annuity).